# Chiesa di San Ceccardo ad Acquas
La chiesa di San Ceccardo ad Aquas è un edificio di culto cattolico situato in via Roma a Carrara, in provincia di Massa-Carrara.

## Storia
L'edificio sorse distante sia dalle mura cinquecentesche albericiane che dalla viabilità storica verso il mare. Dedicata al locale patrono san Ceccardo, vescovo di Luni e martire.
La località dove sorge la chiesa-oratorio risulta essere denominata negli atti già del XV secolo come "San Ceccardo". Si ipotizza la presenza della fonte, di un piccolo alloggio per un chierico (o religioso) addetto al culto e alla celebrazione delle funzioni. Il radicamento del culto al santo fu propagato alla fine del XVIII secolo dai Canonici regolari lateranensi (e non agostiniani come taluno fantasiosamente ipotizza), che avevano loro sede nella sopradetta Collegiata e la cui mira era di creare dei presupposti canonici e cultuali per rivendicare l'erezione della chiesa di Sant'Andrea a cattedrale nullius diocesis, contro la richiesta dell'allora duchessa di Modena Maria Beatrice d'Este di lasciare la pieve cittadina per affidarla al clero secolare. A suffragio di tale tesi la lapide conservata nell'oratorio adiacente alla Chiesa di San Giovanni Battista a Fossola, quest'ultimo di sicura fondazione più antica di quello dedicato a San Ceccardo, dove una lapide riparta nel testo un improbabile "vescovo di Carrara".
Al culto del patrono, sulla base di ricerche storiche e toponomastiche che andrebbero approfondite, si può invece collegare la località di fronte, oltre il fiume Carrione, detta "San Martino", con oratorio che ivi sorgeva. Il culto di san Martino di Tours era infatti tradizionalmente legato a narrazioni agiografiche di conversione della popolazione; il legame tra i due toponimi e le due località con al centro l'acqua corrente del Carrione, potrebbe invece essere indizio per leggere il battesimo della di popolazione come processo che abbia originato forti contrasti, fino al martirio nel sangue di un notabile ecclesiastico, che può essere anche identificato, come vuole la tradizione, in san Ceccardo: si pensi del resto che nel periodo a cui si riferisce (VI - VIII sec.) il compito di battezzare era riservato solo a chi ricopriva incarichi di vescovo.
D'altro canto le rade fonti riguardo al personaggio storico di Ceccardo lo indicano come di origine greco-bizantina; il probabile conflitto tra bizantini (forse stanziati sul Monte Greco) e popolazione autoctona, con forte componente longobarda (che trovava il suo punto d'appoggio nel vicino Castello di Moneta, località Fossola) potrebbe essere stato motivo scatenante una lotta intestina sfociata nell'omicidio del vescovo.
Altra ipotesi è che lo stesso sia stato vittima di un complotto ordito dal capitolo (o parte) dei canonici del Duomo di Luni che risiedevano in località Vezzala di Carrara (in quanto Luni era già circondata da estese paludi, da dove i religiosi potevano controllare meglio il passaggio del materiale lapideo estratto in transito dai bacini più bassi (Torano, Miseglia ecc.); secondo questa ipotesi - senza alcun suffragio testimoniale, ma dedotta solo sulla base della tradizione - il capitolo, o una parte "disubbidiente" dello stesso, potrebbe avere avanzato pretese riguardo ai possessi degli agri delle c.d. "marinelle" (terreni prospicienti il lido marino, ricchi di humus per la coltivazione), o essersi rifiutato all'ordine di riprendere possesso della sede canonica di Luni, favorendo così la costruzione di una "Collegiata" in situ di un probabile vecchio tempo votivo a divinità femminili legate al culto dell'acqua. Da qui la primitiva dedicazione a "Santa Maria Assunta" del Duomo, e la tradizione della Sirena bicaudata in località "Le Lacrime", come figura femminile protettrice delle acque.

## Descrizione

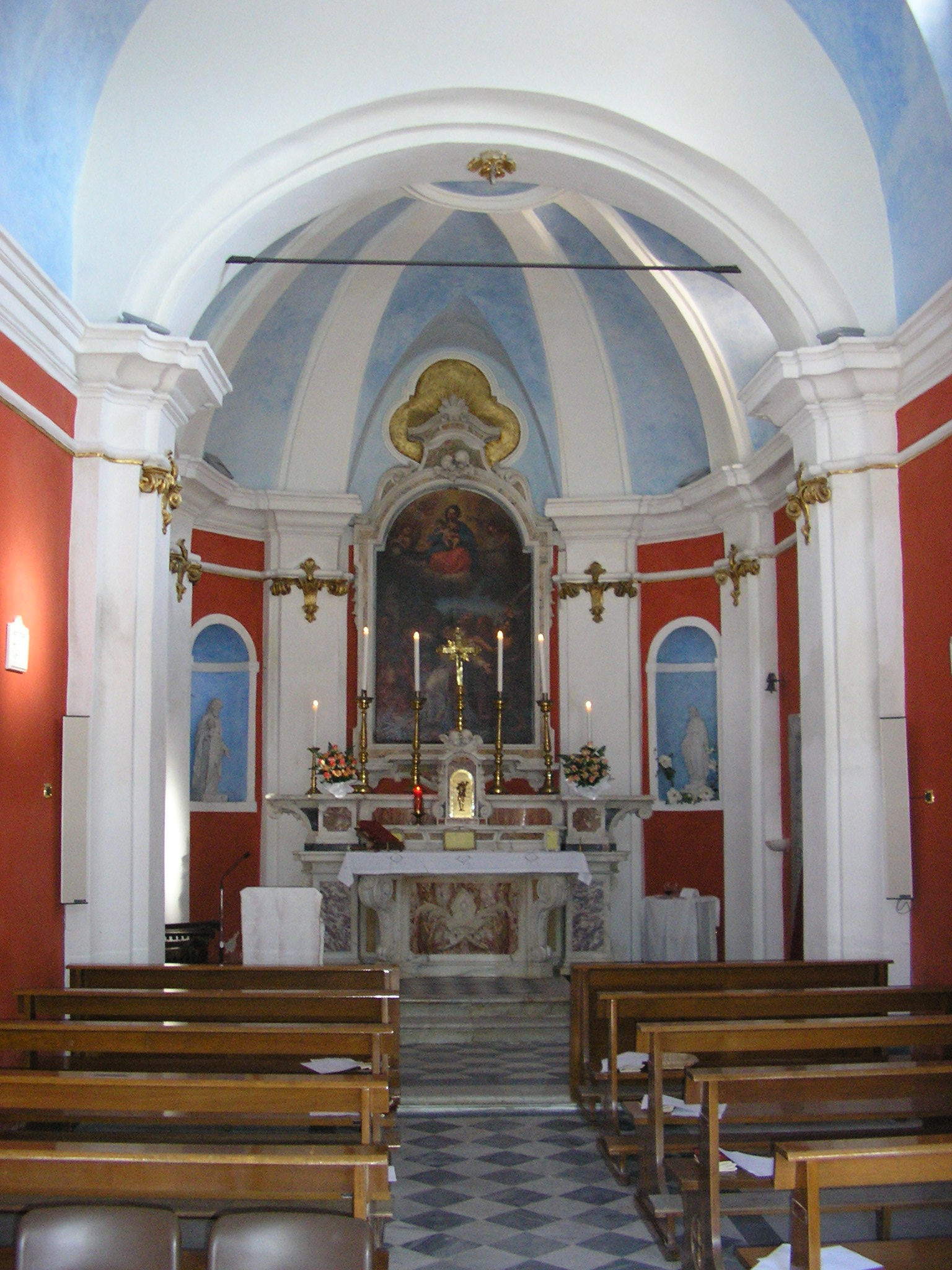
L'interno

Sul lato destro dell'ingresso, ambiente con fonte di acqua surgiva proveniente dai colli soprastanti, dove la tradizione vuole che il santo sia stato decapitato da pirati normanni, o saraceni (VI secolo); tale periodizzazione è totalmente sconfessata degli maggiori repertori ed elenchi di successione dei vescovi della Diocesi di Luni. Similmente alla narrazione del martirio di San Paolo, nel punto dove sarebbe caduto il capo di Ceccardo, sarebbe miracolosamente sgorgata acqua zampillante. La sorgente è coperta da lastra in marmo intagliata raffigurante un santo vescovo con pastorale e mitra, in atto benedicente.
Al centro della piccola chiesa, a unica navata e volta a botte, altare del XVII secolo con pregevole pala - di recente rastauro - raffigurante la Madonna con in braccio Gesù Bambino e, sottostante, san Ceccardo. Il corpo di Ceccardo (come il sarcofago che viene tradizionalmente reputato come quello che originariamente ne conservava le ossa di fattura tardo-romanica, in marmo bianco di Carrara) è deposto sotto l'altare a lui dedicato nel Duomo di Carrara.